# Нарвал
Нарвал (лат. Monodon monoceros) је сисар из инфрареда китова и породице Monodontidae. Овај једнороги кит, због свог изгледа, често се назива и „морским једнорогом”. Само један мужјак од 500 нарвала има два рога.

## Распрострањење
Врста има станиште у Гренланду, Канади и Русији.
Врста је повремено присутна, или је миграторна врста у Исланду, Немачкој, Норвешкој, Сједињеним Америчким Државама, Уједињеном Краљевству и Холандији.
ФАО рибарска подручја (енгл. FAO marine fishing areas) на којима је ова врста присутна су у Арктичком мору, северозападном Атлантику и североисточном Атлантику.

## Исхрана
Нарвал (Monodon monoceros) спада у групу зубатих китова и храни се првенствено  живим организмима на морском дну. Исхрана нарвала варира зависно од годишњег доба и доступности хране у арктичким водама.
Током лета, када се лед повлачи и омогућава лакши приступ разним областима, нарвали се хране у плитким водама. Основу њихове исхране чине главоношци, који укључују хоботнице и лигње. Такође, конзумирају велику количину различитих врста риба, попут бакалара и харинги.
Зими, када се море покрије ледом, нарвали се спуштају у дубље и тамније воде где је доступност хране ограничена. У овом периоду они се углавном хране живим организмима на морском дну, као што су ракови, шкољке и морски црви.
Нарвали имају способност да порањају у велике дубине у потрази за храном, често достижући дубине од преко 1,500 метара испод површине мора. Њихове дуге, осетљиве брадавице на зубу помажу им у лоцирању плена у мрачним и хладним водама.
Иако је њихов зуб најупадљивији физички атрибут, нарвали га ретко користе за хватање хране. Уместо тога, храну усисавају у уста користећи снажан усисни рефлекс.

## Парење и размножавање нарвала
Сезона парења за нарвале наступа у пролеће, обично између априла и маја. Током овог периода, мужјаци постају изузетно гласни. Они изводе сложене акустичне тонове под водом који укључују различите звукове попут кликова, звиждука и дугих тонова. Овај вокал је кључан за привлачење женки и означавање територија међу мужјацима.

#### Репродуктивна стратегија
Нарвали су полигамни, што значи да један мужјак може имати више парења током сезоне. Женке одабирају мужјаке на основу њиховог вокалног извођења и физичког стања, што је индикатор генетског квалитета и способности преживљавања.

#### Трудноћа и рађање
Трудноћа код нарвала траје око 14 месеци, што укључује период одложене имплантације, где се оплођено јаје не имплантира одмах у материцу. Овај механизам омогућава да се младунци роде у оптимално време, када је храна најдоступнија, у рано лето. Женке обично рађају једно младунче сваке 3 до 4 године, што доприноси њиховој спорој популационој репродукцији.

## Станиште
Станишта врсте су морски екосистеми. Врста је присутна на подручју острва Гренланд.

## Угроженост
Ова врста је на нижем степену опасности од изумирања, и сматра се скоро угроженим таксоном.

### Популациони тренд
Популациони тренд је за ову врсту непознат.